# Wilfried Bingangoye
Wilfried Bingangoye (25 marzo 1985) è un ex velocista gabonese, specializzato nei 100 metri piani.

## Biografia
Bingangoye ancora giovanissimo è entrato nella squadra nazionale di atletica leggera per le sue prestazioni nei 100 metri piani. Nel corso della sua carriera ha preso parte ad alcune edizioni dei Mondiali. Inoltre ha preso parte a quattro edizioni consecutive dei Giochi olimpici dal 2004 al 2016.

## Palmarès
| Anno | Manifestazione           | Sede           | Evento      | Risultato        | Prestazione | Note |
| ---- | ------------------------ | -------------- | ----------- | ---------------- | ----------- | ---- |
| 2002 | Campionati africani      | Tunisi         | 100 m piani | Semifinale       | 10"98       |      |
| 2003 | Campionati africani U20  | Garoua         | 100 m piani | Batteria         | 10"84       |      |
| 2003 | Universiadi              | Taegu          | 100 m piani | Batteria         | 11"24       |      |
| 2003 | Universiadi              | Taegu          | 200 m piani | Quarti di finale | 22"96       |      |
| 2004 | Giochi olimpici          | Atene          | 100 m piani | Batteria         | 10"76       |      |
| 2005 | Mondiali                 | Helsinki       | 100 m piani | Batteria         | 10"86       |      |
| 2005 | Giochi della Francofonia | Niamey         | 100 m piani | Semifinale       | 10"96       |      |
| 2006 | Campionati africani      | Bambous        | 100 m piani | Batteria         | 11"27       |      |
| 2007 | Giochi panafricani       | Algeri         | 100 m piani | Semifinale       | 10"58       |      |
| 2007 | Giochi panafricani       | Algeri         | 200 m piani | 7º               | 21"49       |      |
| 2007 | Mondiali                 | Osaka          | 100 m piani | Batteria         | 10"53       |      |
| 2007 | Giochi mondiali militari | Hyderabad      | 100 m piani | Batteria         | 10"61       |      |
| 2008 | Campionati africani      | Addis Abeba    | 100 m piani | 6º               | 10"54       |      |
| 2008 | Giochi olimpici          | Pechino        | 100 m piani | Batteria         | 10"87       |      |
| 2009 | Mondiali                 | Berlino        | 100 m piani | Batteria         | 10"62       |      |
| 2012 | Giochi olimpici          | Londra         | 100 m piani | Preliminare      | 10"89       |      |
| 2016 | Giochi olimpici          | Rio de Janeiro | 100 m piani | Preliminare      | 11"03       |      |